# Gessopalena
Gessopalena es un municipio situado en la provincia de Chieti, Italia. Tiene una población estimada, a fines de marzo de 2023, de 1197 habitantes.
Su nombre deriva del latín gypsum, por la presencia en el territorio de roca cristalina de la cual se obtiene el yeso. De hecho, en documentos del siglo XI se le llama Gypsum de Domo y en otros del siglo XIII, Terra Gypsi (o Gipsi).
Los muchos hallazgos de épocas prerromana y romana aparecidos en la zona prueban que el territorio tuvo núcleos habitados desde épocas muy antiguas. El origen del núcleo actual se remonta a la Alta Edad Media. Con su castillo estratégicamente situado presidiendo el Valle del Aventino era un importante centro defensivo que cerraba el acceso a los ricos pastos de Maiella. Las primeras noticias con verosimilitud histórica son del siglo XII. En el siglo XV estuvo entre las posesiones de los Caldora y a partir de ese momento pasó a manos de los di Capua hasta el siglo XVIII, en que pasó a ser señorío de la familia Caracciolo. Durante la Segunda Guerra Mundial la población quedó arrasada.

## Lugares de interés
- Puerta ojival de la Iglesia de la Anunciación (siglo XV)
- Portada del siglo XVI de la Iglesia de Santa Maria "dei Raccomandati" y tríptico de madera pintada del siglo XVI

## Evolución demográfica
| Gráfica de evolución demográfica de Gessopalena entre 1861 y 2023 |
|                                                                   |
| Fuente: ISTAT - Elaboración gráfica de Wikipedia                  |